# Le nuove avventure di Vidocq
Le nuove avventure di Vidocq (Les nouvelles aventures de Vidocq) è una serie televisiva francese in 13 episodi trasmessi per la prima volta nel corso di 2 stagioni dal 1971 al 1973. È ispirata alla vita di Eugène-François Vidocq. È la seconda serie francese ispirata a Vidocq dopo Vidocq (1967).
È una serie d'avventura incentrata sulle vicende di un ex galeotto diventato un agente di polizia nei primi anni del XIX secolo.

## Personaggi e interpreti
- François Vidocq (13 episodi, 1971-1973), interpretato da Claude Brasseur.
- Baronne di Saint-Gély (12 episodi, 1971-1973), interpretato da Danièle Lebrun.
- Flambart (12 episodi, 1971-1973), interpretato da Marc Dudicourt.
- Desfossés (13 episodi, 1971-1973), interpretato da Jacques Seiler.
- L'acrobata (13 episodi, 1971-1973), interpretato da Pierre Pernet.
- marchese di Modène (13 episodi, 1971-1973), interpretato da Alain MacMoy.
- Il dottore (13 episodi, 1971-1973), interpretato da Walter Buschhoff.
- Fouché (5 episodi, 1971-1973), interpretato da Robert Party.
- Savary (3 episodi, 1971-1973), interpretato da Henri Poirier.
- M. Henry (4 episodi, 1971), interpretato da Marcel Cuvelier.
- d'Anglet (4 episodi, 1973), interpretato da Jean Dalmain.
- L'aveugle (4 episodi, 1971), interpretato da Philippe Gaulier.
- Il mendicante (7 episodi, 1973), interpretato da Gabriel Gascon.
- Mosco, l'alchimista (4 episodi, 1971-1973), interpretato da Roland Bertin.
- Mariette (4 episodi, 1971), interpretato da Monique Thierry.

## Produzione
La serie fu prodotta da Gaumont Télévision, Bavaria Film, Office de Radiodiffusion Télévision Française e Télécip e girata nei Bavaria Filmstudios a Grünwald in Germania e a Senlis, in Francia. Le musiche furono composte da Jacques Loussier.

### Registi
Tra i registi sono accreditati:
- Marcel Bluwal in 6 episodi (1971)

### Sceneggiatori
Tra gli sceneggiatori sono accreditati:
- Georges Neveux in 6 episodi (1971)

## Distribuzione
La serie fu trasmessa in Francia dal 5 gennaio 1971 al 10 dicembre 1973 sulla rete televisiva ORTF. In Italia è stata trasmessa con il titolo Le nuove avventure di Vidocq.
Alcune delle uscite internazionali sono state:
- in Francia il 5 gennaio 1971 (Les nouvelles aventures de Vidocq)
- in Germania Ovest l'11 settembre 1971 (Die Abenteuer des Monsieur Vidocq)
- in Italia (Le nuove avventure di Vidocq)

## Episodi
| Stagione         | Episodi | Prima TV Francia |
| ---------------- | ------- | ---------------- |
| Prima stagione   | 6       | 1971-1973        |
| Seconda stagione | 7       | 1973             |